# エコセーズ (ショパン)
3つのエコセーズ 作品72-3（遺作）は、フレデリック・ショパンが1826年に作曲したピアノ小品集。

## 概要
この曲はショパンの死後、1855年に友人のユリアン・フォンタナにより、夜想曲第19番や葬送行進曲と共に作品72として出版されており、単純な三部形式の曲ばかりで、効果的な3連符の活用など、作曲者の書法が明瞭に認められる。短く明るい曲想のためアンコールピースとしても人気がある。

## 構成
現在はニ長調、ト長調、変ニ長調の3作のみが残っているが、一部失われた作品もあるといわれている。
- 第1曲 ニ長調
右手の音域の広い飛び跳ねるようなリズムが最後まで流れている。中間部は右手三連符の流暢な走句。
- 第2曲 ト長調
右手は三連符の装飾と流暢なアルペジオが最後まで流れている。
- 第3曲 変ニ長調
右手は三連符の装飾と流暢な音階が最後まで流れている。唯一、中間部の旋律がない二部形式となっている。